# Chiesa di San Bartolomeo (Vertine)
La chiesa di San Bartolomeo si trova a Vertine, nel comune di Gaiole in Chianti.

## Storia
Risalente come il castello all'XI secolo, originariamente di minori dimensioni e disposta perpendicolarmente rispetto all'odierna costruzione, conserva alcuni frammenti di affreschi quattrocenteschi di scuola fiorentina (Pietà, Vertine dalle sette torri, i Santi Sebastiano e Rocco, l'Angelo e la Vergine annunciata). È stata una suffraganea della pieve di San Pietro a Venano prima e della pieve di Spaltenna poi.

## Architettura
La facciata neoromanica risale agli anni trenta del Novecento.

## Le opere provenienti da questa chiesa
Dalla pieve provengono due opere di notevole qualità depositate presso la Pinacote Nazionale di Siena: la Madonna dei Raccomandati, opera giovanile di Simone Martini, e il trittico di Bicci di Lorenzo raffigurante la Madonna col Bambino e i Santi Bartolomeo, Giovanni Evangelista, Maddalena e Antonio abate (1430).